# 罗功英
罗功英（1960年—），湖北仙桃人，汉族，中华人民共和国政治人物、第十二届全国人民代表大会湖北地区代表。
毕业于湖北广播电视大学经济管理专业。加入中国共产党。2013年，担任全国人大代表。